# Miguel Varoni
Miguel Varoni, właśc. Miguel Américo Belloto Gutiérrez (ur. 11 grudnia 1964 w Buenos Aires) – argentyńsko-kolumbijski aktor telewizyjny i filmowy, także reżyser.

## Życiorys
Urodził się w Buenos Aires, w Argentynie jako syn Teresy Gutiérrez, kolumbijskiej aktorki (grała Markizę Carmen Santillanę de la Roquet w telenoweli Zorro), i Américo Belloto Varoniego, argentyńskiego kompozytora, skrzypka i dyrygenta, znanego jako Don Américo. Kiedy Miguel Varoni miał zaledwie czterech miesiące, 30 kwietnia 1965, jego ojciec zmarł w wyniku wypadku drogowego. Teresa Gutiérrez opuściła Argentynę i wróciła do Kolumbii, gdzie Miguel Varoni uczęszczał do szkoły podstawowej i średniej. Mając dwanaście lat wystąpił w sztuce Las Senoritas Gutiérrez.
W 2001 przyjął rolę głównego bohatera jako Pedro Coral Tavera w telenoweli Caracol Televisión Pedro el Escamoso. Jego występy przyniosły mu uznanie w Kolumbii i utorowały drogę do wielu nagród, w tym magazynu „TvyNovelas” w 2002 dla najlepszego aktora, nowojorskiej nagrody ACE dla International Male Figure w 2002 oraz INTE 2002 USA dla najlepszego aktora. Występował potem w innych telenowelach, w tym Dom po sąsiedzku (2011–2012) jako Javier Ruiz. Wyreżyserował m.in. telenowelę Sin Senos no hay Paraiso. W 2021 pojawił się gościnnie w telenoweli 100 días para enamorarnos.

## Życie prywatne
W 1997 poślubił aktorkę Catherine Siachoque (Cecilia Altamira w Gdzie jest Elisa?, Ines Vallejo w Meandrach miłości oraz Marcia Hernandez w Krainie namiętności), którą poznał na planie telenoweli Las Juanas. Obydwoje pracują dla wytwórni Telemundo. Zamieszkali w Miami.
Wujek Majidy Issa (Rania w telenoweli Pustynna miłość oraz Marta w Bananowej młodzieży).

## Filmografia

### Telenowele
| Rok       | Tytuł                                  | Rola                                            |
| --------- | -------------------------------------- | ----------------------------------------------- |
| 1984–1986 | Los cuervos                            | Ever                                            |
| 1986      | Gallito Ramírez                        | Alejo Vargas / Arturo Sanclemente               |
| 1987      | El ángel de piedra                     | Mateo Santini                                   |
| 1988      | Los hijos de los ausentes              | Mario                                           |
| 1989–1990 | Garzas al amanecer                     | Chepe Robledo                                   |
| 1990      | No juegues con mi vida                 | Ricardo Muñoz                                   |
| 1990–1991 | Gitana                                 | Losca                                           |
| 1992      | Inseparables                           | José Miguel Valenzuela                          |
| 1993–1994 | La potra Zaina                         | Daniel Clemente                                 |
| 1996      | Te dejaré de amar                      | Evaristo Larios                                 |
| 1997      | Las Juanas                             | Manuel Francisco Cuadrado                       |
| 1998      | La sombra del arco iris                | Cristóbal Montenegro                            |
| 2000–2001 | La caponera                            | Dionisio Pinzón                                 |
| 2001–2003 | Pedro el escamoso                      | Pedro Coral Tavera                              |
| 2003      | Como Pedro por su casa                 | Pedro Coral Tavera                              |
| 2004–2005 | Te voy a enseñar a querer              | Alejandro Méndez                                |
| 2005      | Decisiones                             | transwestyta                                    |
| 2006–2007 | Seguro y urgente                       | Miguel Ángel Buenaventura                       |
| 2009      | Los Victorinos                         | Martín Acero / Ricardo de La Fuente „El hierro” |
| 2009–2010 | Diabeł wie lepiej (Más sabe el diablo) | Martín Acero „El hierro”                        |
| 2010–2011 | Ojo por ojo                            | Hernando Barragán „Nando”                       |
| 2011–2012 | Dom po sąsiedzku (La casa de al lado)  | Javier Ruiz                                     |
| 2012      | Corazón Valiente                       | Jesús Matamoros / dr Marcelo Montoya            |
| 2013–2014 | Marido en alquiler                     | José Salinas                                    |
| 2015      | Dueños del paraíso                     | Leandro Quezada                                 |
| 2017      | La Fan                                 | Justín Case „El director” / Camilo Pinzón       |
| 2017–2018 | El Señor de los Cielos                 | Leandro Quezada                                 |
| 2019      | Betty en New York                      | w roli samego siebie                            |
| 2021      | 100 días para enamorarnos              | w roli samego siebie                            |

### Filmy
| Rok  | Tytuł                                                   | Rola                     |
| ---- | ------------------------------------------------------- | ------------------------ |
| 2005 | Mi abuelo, mi papá y yo                                 | Eduardo Pachón           |
| 2007 | Ladrón que roba a ladrón                                | Emilio López             |
| 2010 | Sin tetas no hay paraíso                                | dr Mauricio Contento     |
| 2010 | Diabeł wie lepiej (Más sabe el diablo: El primer golpe) | Martin Acero / El Hierro |
| 2015 | Ladrones                                                | Emilio Sánchez           |